# Küß mich, Monster
Küß mich, Monster ist ein spanisch-deutscher Exploitation- und Kriminalfilm mit komödiantischen Elementen aus dem Jahre 1967 von Jess Franco (Regie) und Adrian Hoven (Produktion), der auch eine der Hauptrollen übernahm.

## Handlung
Das lesbische Detektivinnen-Duo Diana und Regina, genannt die „Roten Lippen“, bekommt in einer stürmischen Gewitternacht ebenso unerwarteten wie ungebetenen Besuch, als ein schwer verletzter Mann mit einem Wurfmesser im Rücken in ihre eigenen vier Wände hineinstolpert und auf dem Fußboden zusammenbricht. In der einen Hand hält der Tote eine Partitur eines Volkslieds, einst komponiert von einem gewissen Professor Bertrand. Bertrand lebte zuletzt auf der sonnigen Insel Lo Pagan, sodass die beiden Hobbyspürnasen, die sich hauptberuflich ihren Lebensunterhalt mit freizügigen Varieté-Auftritten verdienen, sofort dorthin reisen. Hier begegnen sie allerlei merkwürdigen Gestalten, die offensichtlich allesamt hinter einer geheimnisvollen Formel her sind. 
Jeder hier kennt Prof. Bertrand, der seit einer Anklage wegen Mordes entweder tot oder untergetaucht sein soll. Auch eine mysteriöse Sekte, bestehend aus Feministinnen und Lesben, sowie undurchsichtige Wissenschaftler, geheimnisvolle Doppelagenten und ein ziemlich skrupelloser Geschäftsmann kreuzen Dianas und Reginas Wege. Jede Spur, der die Zwei nachgehen, wirft neue Fragen auf, und so ziemlich jeder ihrer Informanten endet so ähnlich wie der Mann mit dem Messer im Rücken zu Beginn des Films. Schließlich spüren Diana und Regina den tot geglaubten Forscher Bertrand auf, der mithilfe eben jener Super-Formel, hinter der alle her waren und die sich hinter den Noten seines Volksliedes versteckte, eine unbezwingbare Superrasse züchten will. Diana und Regina setzen ihre ureigensten Waffen ein, um dem Wahnsinnigen sein gefährliches Handwerk zu legen.

## Produktionsnotizen
Küß mich, Monster wurde als Folgefilm zu Rote Lippen – Sadisterotica gleich im Anschluss, also im Spätherbst 1967, in Spanien (rund um Murcia) und München gedreht. Beiden Filme weisen nahezu dieselbe Besetzung auf. Während der Film in Deutschland erst in den 1980ern nur als Video veröffentlicht wurde, kam er in Österreich am 28. März 1969 in die Kinos.
Chris Howland spielt hier wie schon in Rote Lippen – Sadisterotica einen leicht vertrottelten Interpol-Polizisten.

## Wissenswertes
Hoven, der sich in den 1950er Jahren mit Filmschnulzen, Komödien und Romanzen und in den 1960er Jahren mit einigen Billigkrimis einen Namen gemacht hatte, begann im Herbst 1966 für sich das Exploitationfilm-Genre zu entdecken. Nach dem großen Erfolg mit Necronomicon – Geträumte Sünden, wo er das erste Mal mit dem spanischen Trashfilmspezialisten Jesús Franco Manera (Jess Franco) und der Schauspielerin Janine Reynaud zusammengearbeitet hatte, setzte er diese Zusammenarbeit mit den beiden Kollegen 1967 bei mehreren Filmen fort. 

## Kritik
Spaniens Guia del video-cine machte bei diesem Film „eine wenig bekannte Facette in der Persönlichkeit von Jesús Franco aus“, nämlich seinen „angeborenen Hang zur Komödie“, der hier besonders „ungezwungen“ daherkomme.